# Orde van de Dankbetuiging

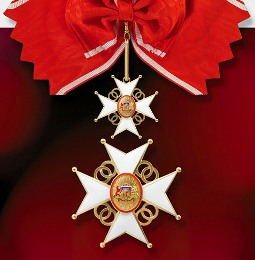
Orde van de Dankbetuiging

De Orde van de Dankbetuiging (Frans: "Croix de la Reconnaissance") werd op 13 mei 1710 ingesteld. De stichter was de nog geen achttienjarige Hertog Frederik Willem van Koerland-Semgallen, die van 1700 tot 1710 in ballingschap in Duitsland had geleefd en zijn land na de Grote Noordse Oorlog verwoest weer terugvond. Frederik Willem stierf al op 21 januari 1711.
De orde kreeg een Franse naam omdat het Frans de hof- en omgangstaal was.
De republiek Letland stelde op 13 mei 1938 een "Atzinības krusts" (Lets voor "Kruis van de Dankbetuiging") in.